# Artifakt
Artifakt är ett b-sidealbum av Better Than Ezra. Albumet släpptes år 2000.

## Låtlista
1. "Tremble" - 3:05
2. "Strange Funny Way" - 2:45
3. "Oh, Corrina" - 2:12
4. "Falling Apart" - 2:22
5. "Wallflower" - 4:37
6. "Use Me" - 6:07 (Bill Withers-cover)
7. "Rarely Spoken" - 4:48
8. "Silly Fool" - 5:12
9. "Wintercoats" - 5:26
10. "Mercy" - 2:57
11. "State Street State of Mind" - 9:36